# Râul Plosca
Râul Plosca  este un curs de apă, care se alimentează cu apa ploilor și a micilor afluenți. Acesta parcurge o distanță de 41.8km, incepând cu localitățile Obârșia, Gorj, Bibulești, Gorj, Rădinești, Gorj, Hălăngești, Gorj, Dănciulești, Gorj, Soceni, Dolj, Tălpaș, Dolj, Golumbu, Dolj, Fărcaș, Dolj și Amărăști, Dolj, vărsându-se în Râul Amaradia (Dolj).
, 